# Jean-Honoré Fragonard
Jean-Honoré Fragonard (Grasse, 5 de abril de 1732-París, 22 de agosto de 1806) fue un pintor y grabador francés cuyo estilo rococó se distinguió por la exuberancia y el hedonismo. Uno de los artistas más prolíficos activos en las décadas  del Antiguo Régimen, Fragonard fue autor de más de 550 pinturas (además de dibujos y aguafuertes), de las cuales solamente cinco están fechadas. Entre sus obras más populares están las pinturas de género, que reflejan una atmósfera de intimidad y velado erotismo.

## Biografía
Nació en Grasse (en la región de los Alpes Marítimos), hijo de un sastre especializado en la realización de guantes. Cuando él tenía seis años la familia se mudó a París. Debido a unas inversiones fallidas la familia entró en penurias económicas, y su padre decidió enviarle como escribano al despacho de un notario; pero pronto se desveló su inclinación por el arte.
El joven Jean-Honoré fue llevado ante François Boucher, quien reconoció sus dotes pero no quiso gastar su tiempo en darle una primera formación. Boucher le envió al taller de Chardin. Fragonard estudió durante seis meses bajo la tutela del gran luminista, progresó notablemente y volvió al taller de Boucher, quien entonces sí intuyó su valía. Allí Fragonard supo adquirir el estilo de su maestro de tal forma que este le confió la realización de réplicas de sus pinturas.
Aunque no era un alumno de la Academia, Fragonard ganó el Premio de Roma en 1752, lo que le permitía su asistencia a Roma subvencionada por la Real Academia de Escultura y Pintura de Francia, con su pintura Jeroboam sacrificando a los ídolos, pero antes de ir a Roma estuvo estudiando durante tres años en el taller de Charles-André van Loo. El año antes de su partida a Roma pintó la obra Cristo lavando los pies de los apóstoles actualmente en la catedral de Grasse. 
Ya en 1756 fue a Italia en compañía de Hubert Robert, esta visita fue clave ya que durante su estancia en Roma pudo admirar los románticos jardines, con sus fuentes, templos y terrazas, donde concibió los escenarios que posteriormente plasmaría en sus obras. Sobre su obra influyó también la florida suntuosidad de Giovanni Battista Tiepolo cuya obra tuvo oportunidad de estudiar en Venecia, antes de su regreso a París en 1761. 
En 1765 su obra Coreso sacrificándose para salvar a Calírroe (Museo del Louvre; un ricordo en Madrid, Academia de San Fernando) le aseguró su admisión en la Academia. La obra fue objeto de elogio por parte de Diderot y fue adquirida por el rey, quien la mandó reproducir. 
Hasta este punto Fragonard había dudado entre temática religiosa, clásica y otros temas en sus obras, pero en este momento la demanda de patrones por parte del rey Luis XV que representasen escenas de amor y placer en la corte, dirigió la temática de las obras de Fragonard hacia las obras con escenas de amor y voluptuosidad con las que el nombre del artista ha sido asociado. Destaca de su estilo la belleza de los colores así como el virtuosismo del trazado fácil de sus obras. Las obras más destacadas incluyen El columpio (Londres, Wallace Collection), El cerrojo, El beso robado, Las bañistas, así como la decoración de las estancias de Mme du Barry y la bailarina Marie Guimard.
La Revolución francesa significó el final del antiguo régimen, y Fragonard, cercano a los máximos representantes del mismo, marchó de París en 1793 por temor a represalias y encontró refugio en la casa de su amigo Maubert en Grasse, que decoró con una serie de paneles decorativos conocidos como Roman d'amour de la jeunesse, originalmente pintados para el pabellón de música de Madame du Barry en Louveciennes. Los paneles fueron a parar a John Pierpont Morgan, quien a su vez los vendió a Henry Clay Frick. Actualmente ocupan las paredes de un hermoso salón de la Frick Collection de Manhattan. . Fragonard volvió a París a principios del siglo XIX, donde murió en 1806, prácticamente olvidado.
Durante más de medio siglo fue completamente ignorado, hasta tal punto que Wilhelm Lübke, en su obra Historia del Arte (1873), ni siquiera menciona su nombre. Posteriormente su redescubrimiento le supuso su confirmación entre los maestros de la pintura

## Obras
Fragonard cultivó todos los géneros pictóricos: desde el retrato a las escenas familiares, pasando por los paisajes o las escenas galantes. Trató temas históricos y mitológicos. 

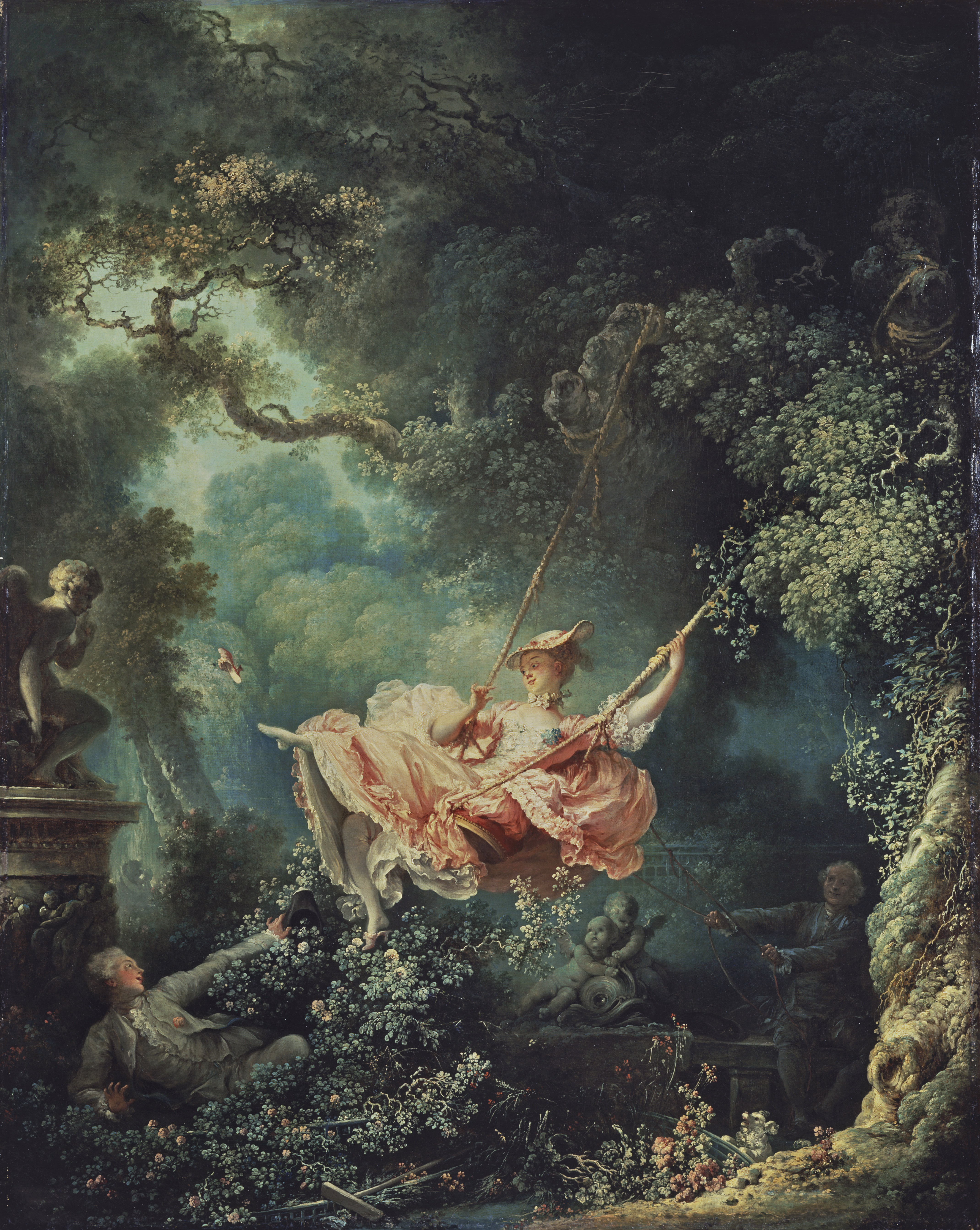
El columpio (1767, Colección Wallace de Londres).

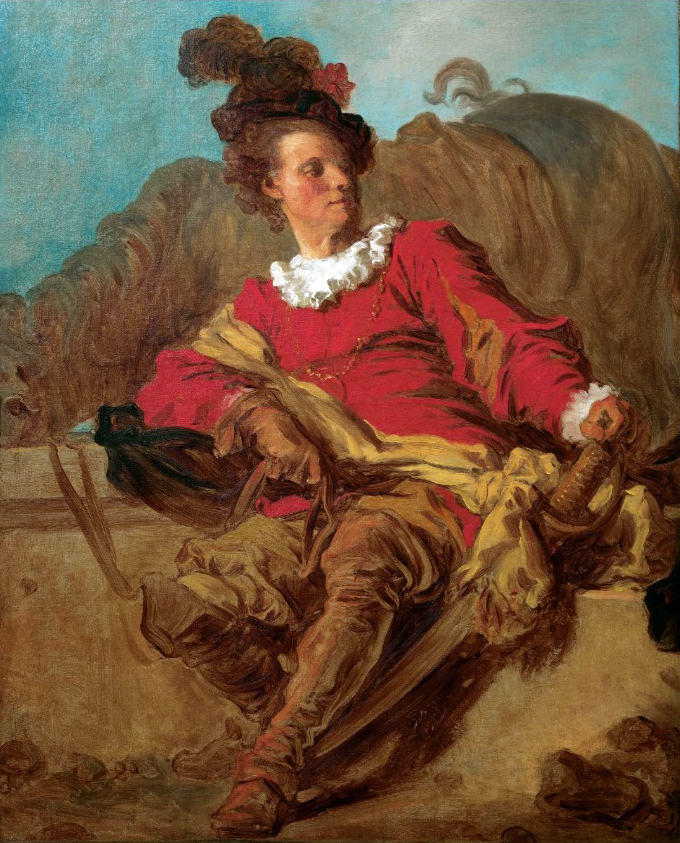
Jean-Claude Richard, l'abbé de Saint-Non, vestido a la española (MNAC de Barcelona).

- Jeroboam sacrificando a los ídolos, 1752, École Nationale Supérieure des Beaux-Arts, París.
- Cristo lavando los pies de los apóstoles, 1745-1755, catedral de Grasse.
- L'orage (La tormenta), dit aussi La charrette embourbée, hacia 1759, 73 x 97 cm, Museo del Louvre, París.
- La gallina ciega, hacia 1760, 114 x 90 cm, Museo de Arte de Toledo, Ohio, Estados Unidos.
- Cascatelles de Tivoli (La gran cascada de Tívoli), 1761 - 1762 ?, 73  x 61 cm, Museo del Louvre, París.
- Mercure et Argus, h. 1761 - 1762, 59 x 73 cm, Museo del Louvre, París.
- Les baigneuses (Las bañistas), 1763 - 1764, 64 x 80 cm, Museo del Louvre, París.
- Los jardines de la villa d’Este, 1765 ¿?, Colección Wallace, Londres.
- Coreso sacrificándose para salvar a Calírroe (Coreso y Calirroe), 1765, 309 x 400 cm, Museo del Louvre, París; una réplica reducida (ricordo) en Madrid, Academia de San Fernando
- Le taureau blanc à l'étable (El toro blanco en el establo), antes de 1765, 72 x 91 cm, Museo del Louvre, París.
- Renaud dans les jardins d'Armide, 72 x 91 cm, Museo del Louvre, París.
- Scène nocturne, dite Le songe du mendiant, h. 1765 - 1768, 74 x 92 cm, Museo del Louvre, París.
- L'essaim d'Amours, hacia 1767, 65 x 56 cm, Museo del Louvre, París.
- Los felices azares del columpio (Les hasards heureux de l’escarpolette), o, simplemente, El columpio, 1767, 81 x 65 cm, Colección Wallace, Londres.
- Denis Diderot, h. 1769, 82 x 65 cm, Museo del Louvre, París.
- Figure de fantaisie (Retrato del Abbé de Saint-Non), 1769, 80 x 65 cm, Museo del Louvre, París. De este personaje hay otro retrato, de cuerpo entero y «vestido a la española» (según se decía en la época), en el MNAC de Barcelona (legado Cambó).
- La Musique, 1769, 80 x 65 cm, Museo del Louvre, París.
- L'Étude, h. 1769, 82 x 66 cm, Museo del Louvre, París.
- L'Inspiration, h. 1769, 80 x 64 cm, Museo del Louvre, París.
- Marie-Madeleine Guimard (Mademoiselle Guimard), hacia 1769, 82 x 65 cm, Museo del Louvre, París.
- Portrait d'un jeune artiste, h. 1769, 81 x 65, Museo del Louvre, París.
- La chemise enlevée (El camisón arrebatado), h. 1770, 35 x 42 cm, Museo del Louvre, París.
- El instante deseado o Los amantes felices, h. 1770, colección particular, Suiza.
- El beso, h. 1770, Museo del Louvre, París.
- La leçon de musique (La lección de música), hacia 1770-1772, 109 x 121 cm, Museo del Louvre, París.
- Seis escenas de amor (1770-1773)
  - La Poursuite (La persecución)
  - La Surprise o La Rencontre
  - L'Amant couronné
  - La Lettre d'amour
  - L'Abandonnée
  - L'Amour triomphant
- Le colin-maillard, antes de 1773, 38 x 47 cm, Museo del Louvre, París.
- L'Adoration des bergers (La adoración de los pastores), h. 1775, 73 x 93 cm, Museo del Louvre, París.
- Muchacha jugando con su perro en la cama, hacia 1775, Alte Pinakothek, Múnich.
- Les curieuses, hacia 1775 - 1780, 16 x 13 cm, Museo del Louvre, París.
- El beso robado, cerca de 1790, Museo del Hermitage de San Petersburgo, Rusia.
- Fiesta en un parque, en Saint-Cloud, 1775 - 1780, Banco de Francia, París.
- Le Songe d'amour du guerrier, 62 x 51 cm, Museo del Louvre, París.
- Le verrou (La cerradura o El cerrojo), h. 1777, 74 x 94 cm, Museo del Louvre, París.
- Le feu aux poudres (Fuego a la pólvora), antes de 1778, 37 x 45 cm, Museo del Louvre, París.
- Le voeu à l'Amour (El juramento al amor), 1780 - 1785, 24 x 33 cm, Museo del Louvre, París.
- Cuatro alegorías del amor: 
  - ''L'Amour en sentinelle
  - L'Amour folie
  - L'Amour poursuivant une colombe
  - L'Amour assassin

Hay pinturas de Fragonard en palilleros de cerámica, colección privada. Hay otras cuatro obras destacables en la colección Wallace: La fuente del amor, La institutriz, Una mujer grabando su nombre en un árbol (usualmente conocida como Le Chiffre d'amour) y El niño rubio. Otras obras se encuentran en el museo de Lille, Besançon, Ruan, Tours, Nantes, Aviñón, Amiens, Grenoble, Nancy, Orleans, Marsella, etcétera, así como en Chantilly. También se pueden encontrar obras de Fragonard en colecciones privadas como la de la familia Rothschild en Londres y París. El Museo Thyssen-Bornemisza posee una versión juvenil de El Columpio, muy distinta a la famosa de Londres. La Colección Carmen Thyssen-Bornemisza posee una efigie femenina.

## Galería

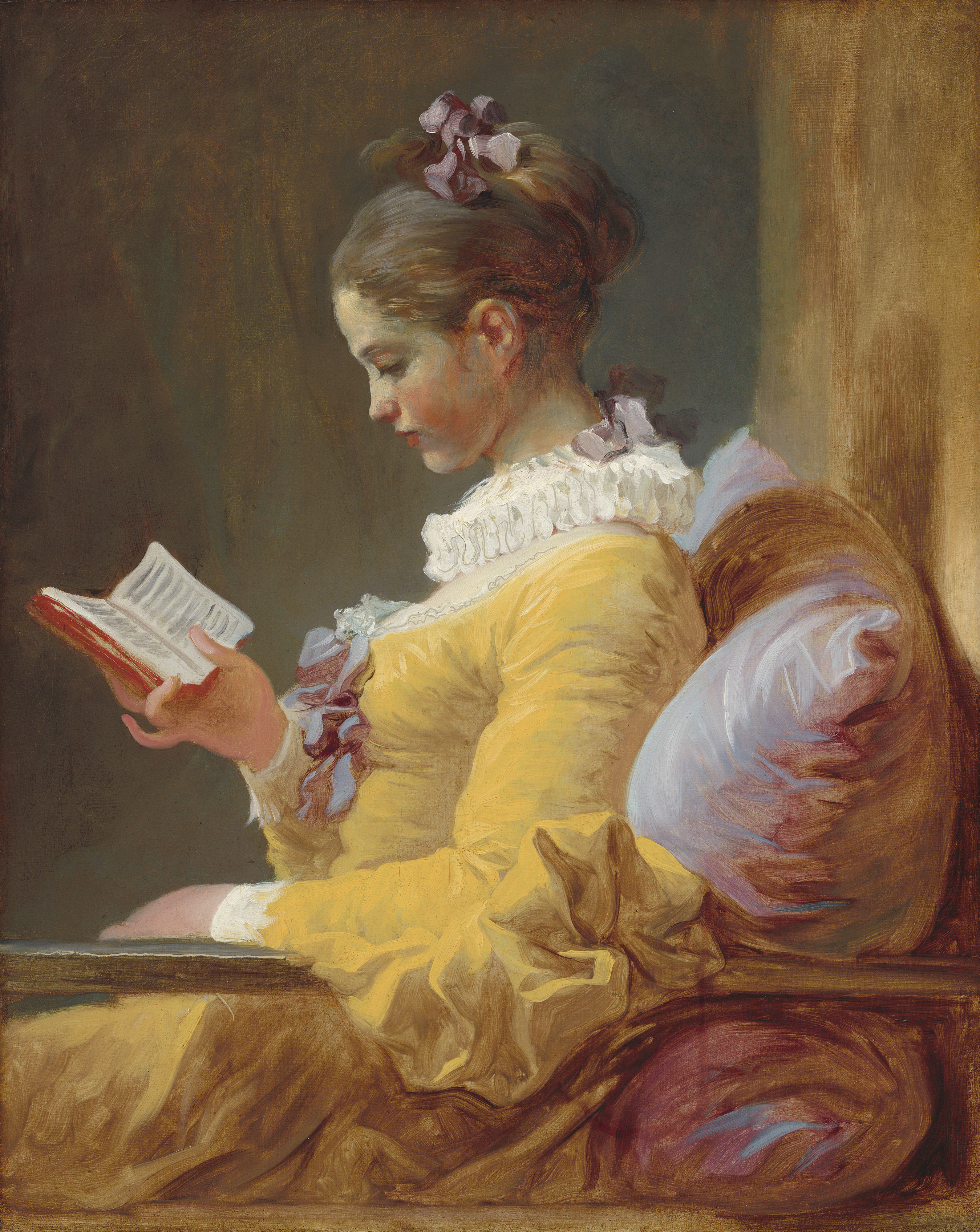
La lectora, c. 1770–1772 (National Gallery de Washington).
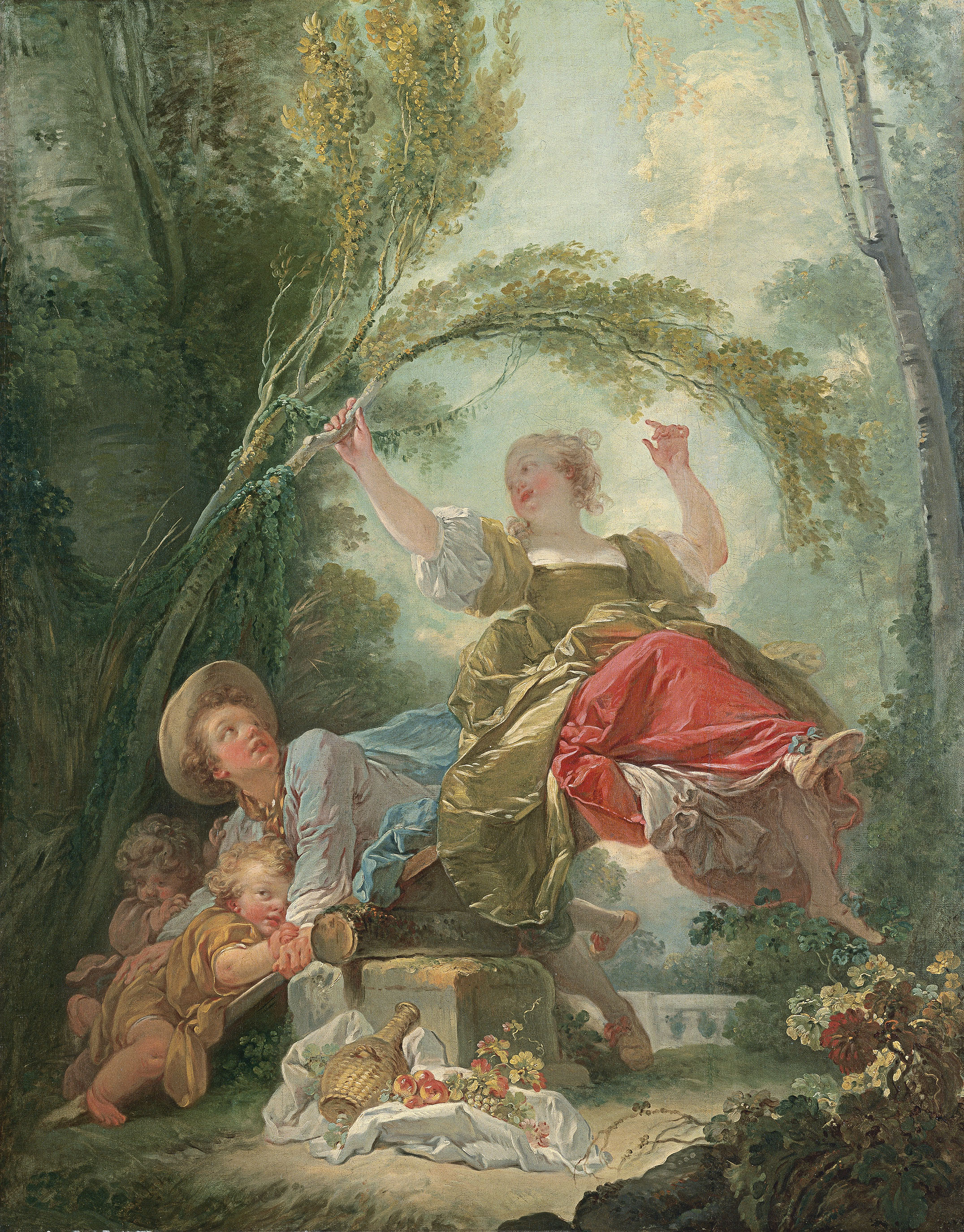
Versión temprana de El columpio (entre 1750 y 1755), Museo Thyssen-Bornemisza de Madrid.
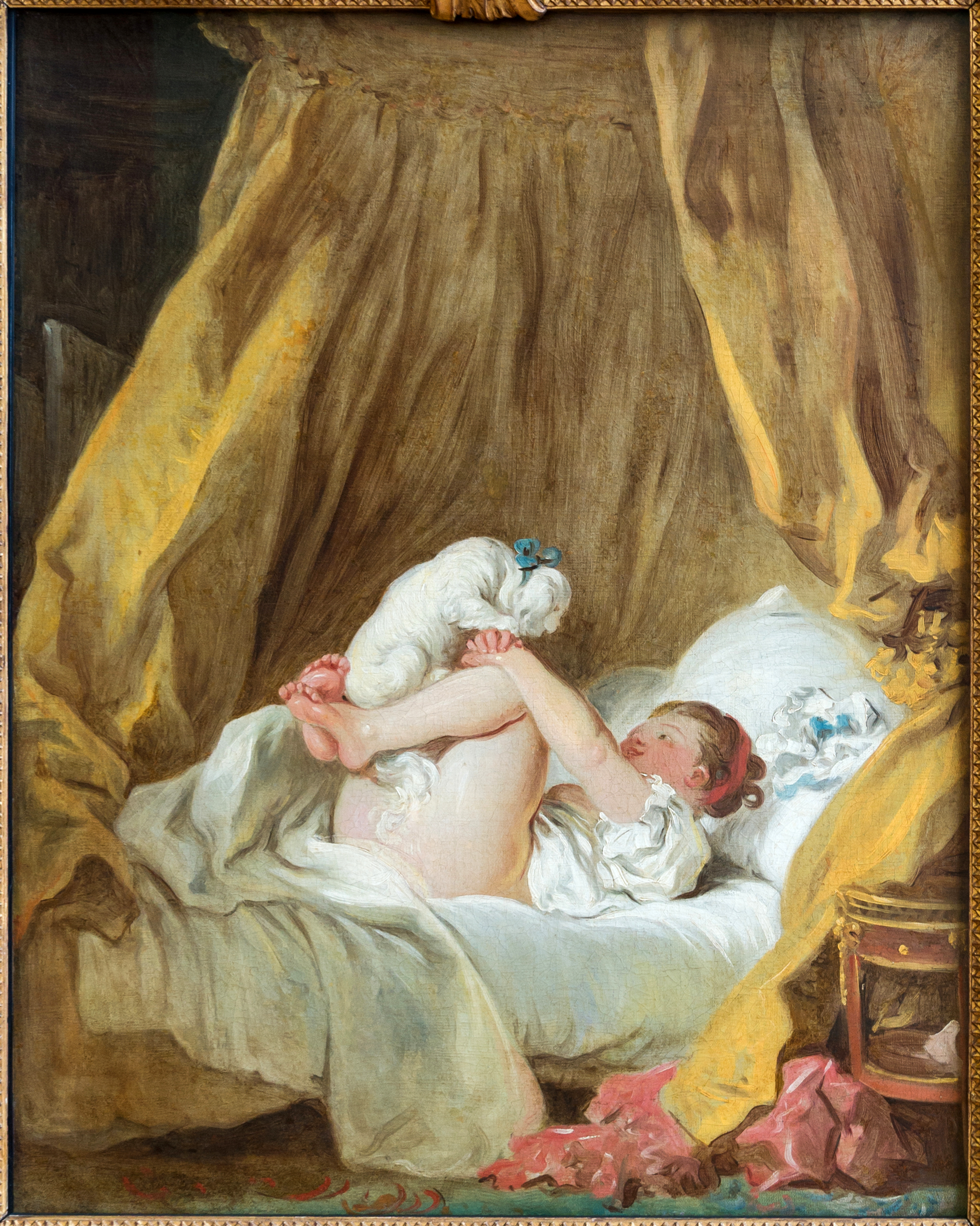
Muchacha con perro (1765-1772), 89 × 70 cm, Pinacoteca Antigua de Múnich.
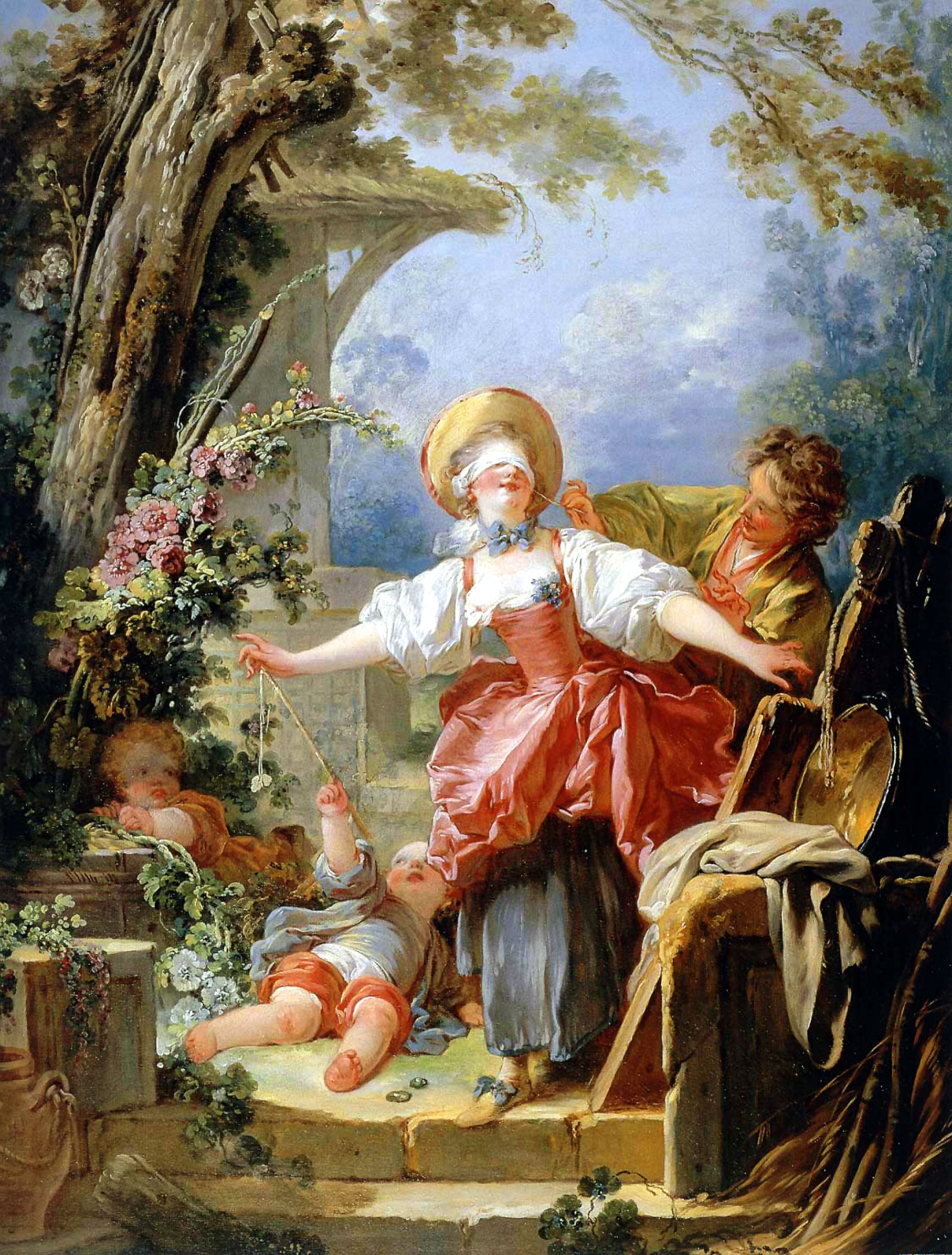
La gallina ciega, hacia 1760, 114 x 90 cm, Museo de Arte de Toledo, Ohio.
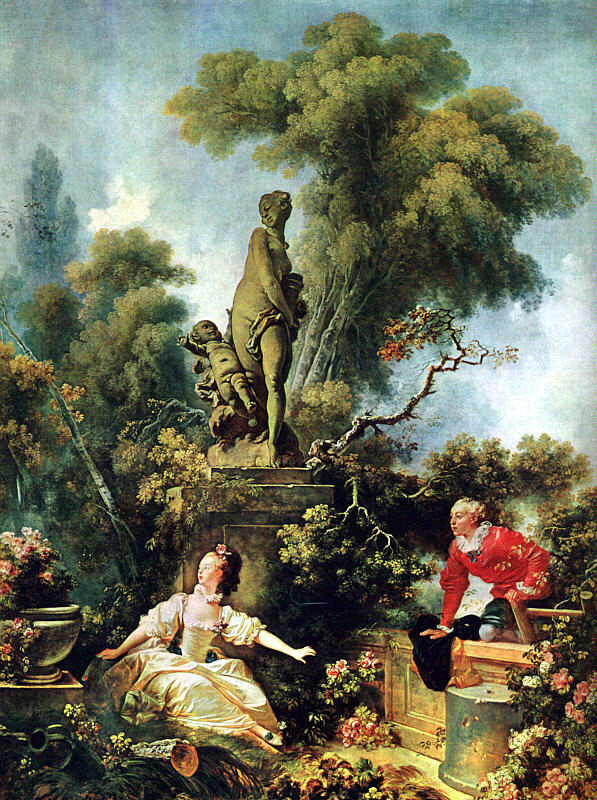
El encuentro secreto, 1771, Colección Frick, Nueva York.
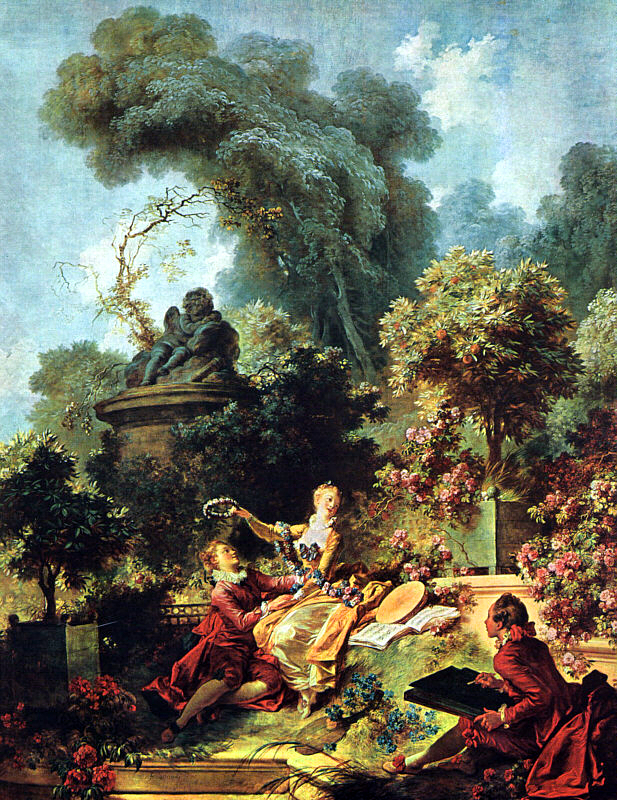
El amante coronado, 1771–73, Colección Frick, Nueva York.
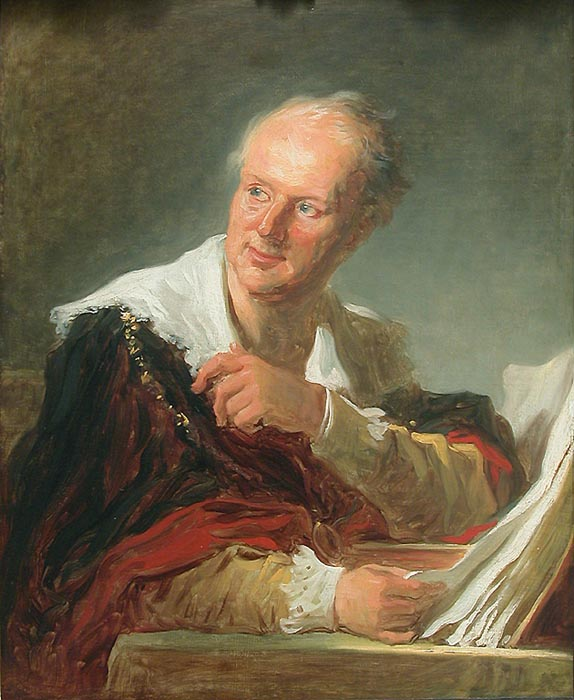
Denis Diderot, 1769, Louvre, París
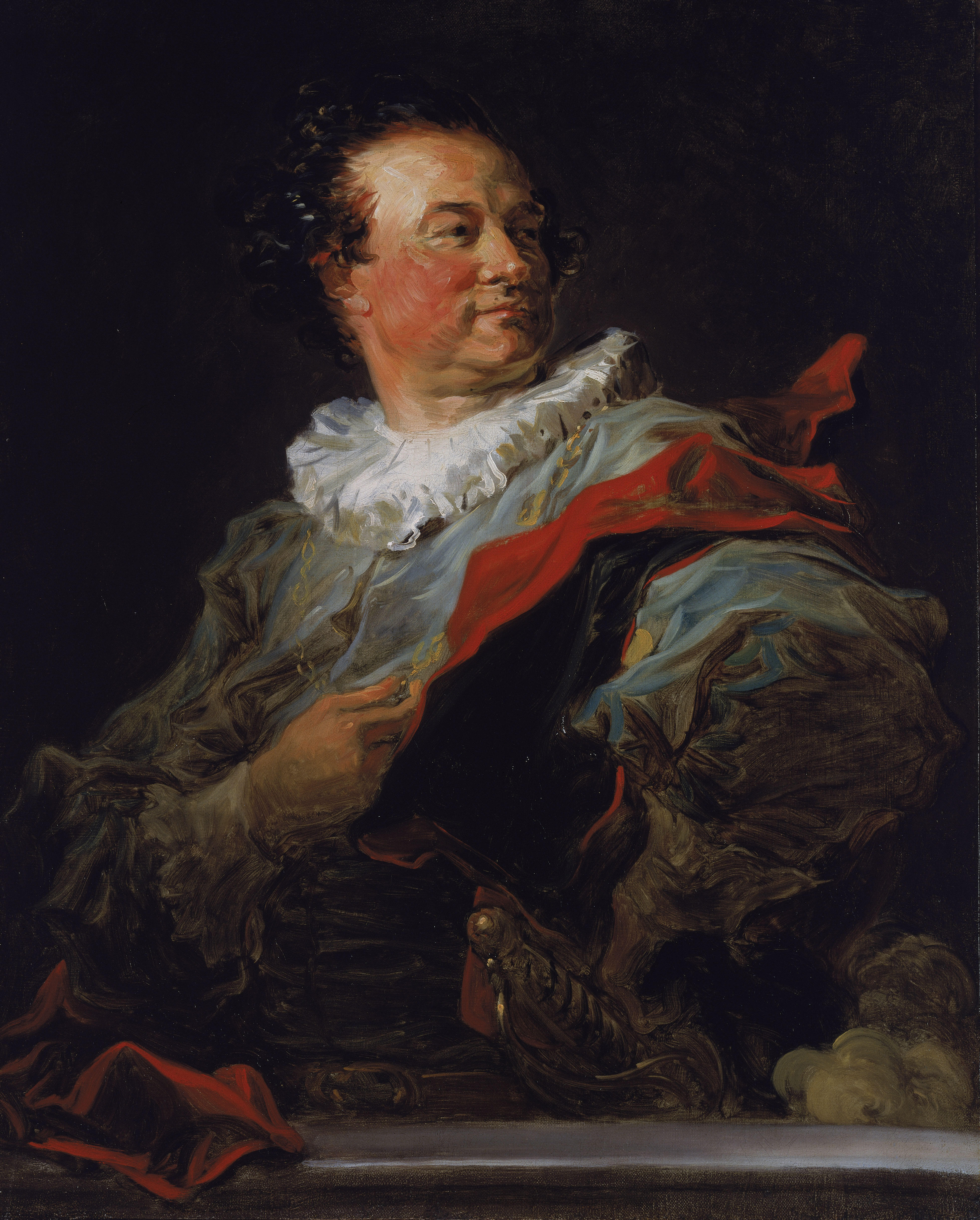
Retrato de François-Henri d'Harcourt (c. 1769)
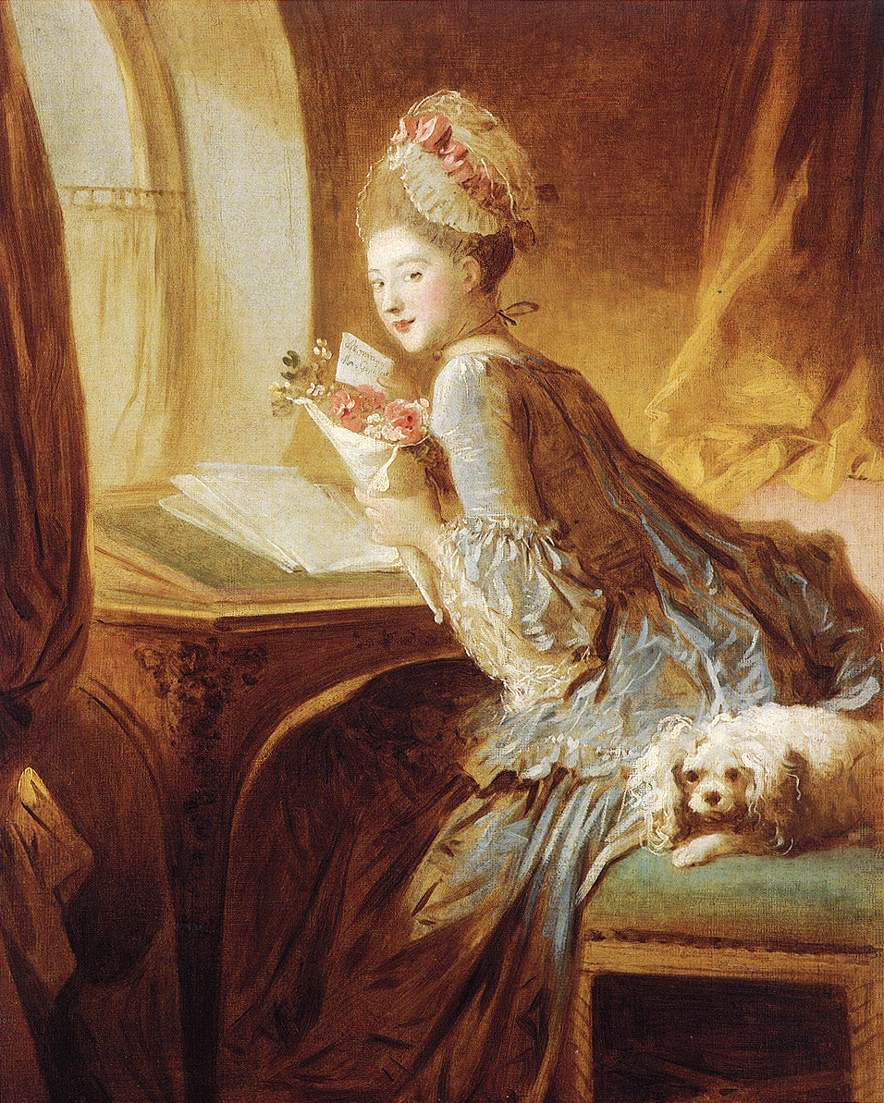
La carta de amor, 1770, Museo Metropolitano de Arte, Nueva York

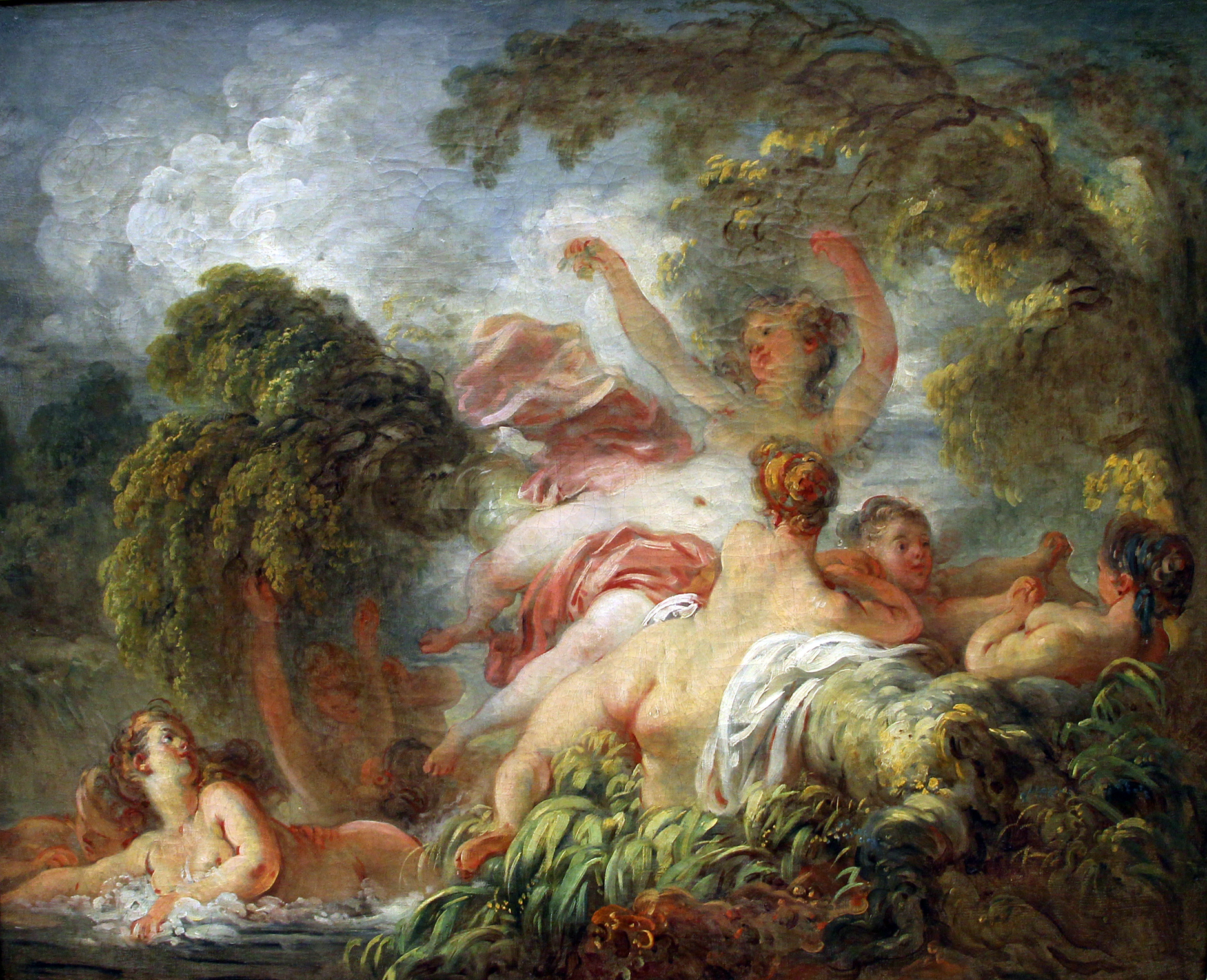
Las Bañistas, 1765.
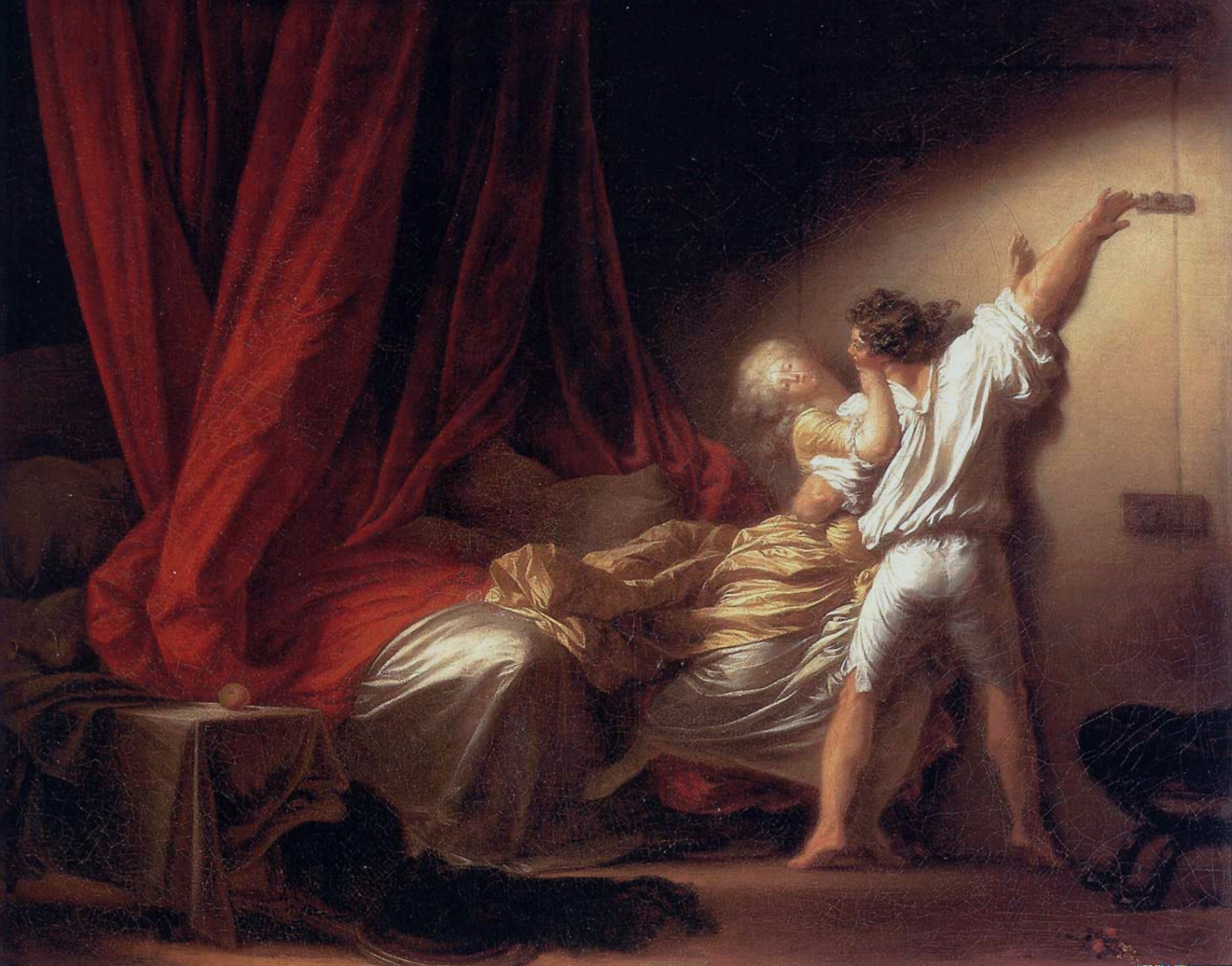
El cerrojo (c. 1776-79), Museo del Louvre de París.
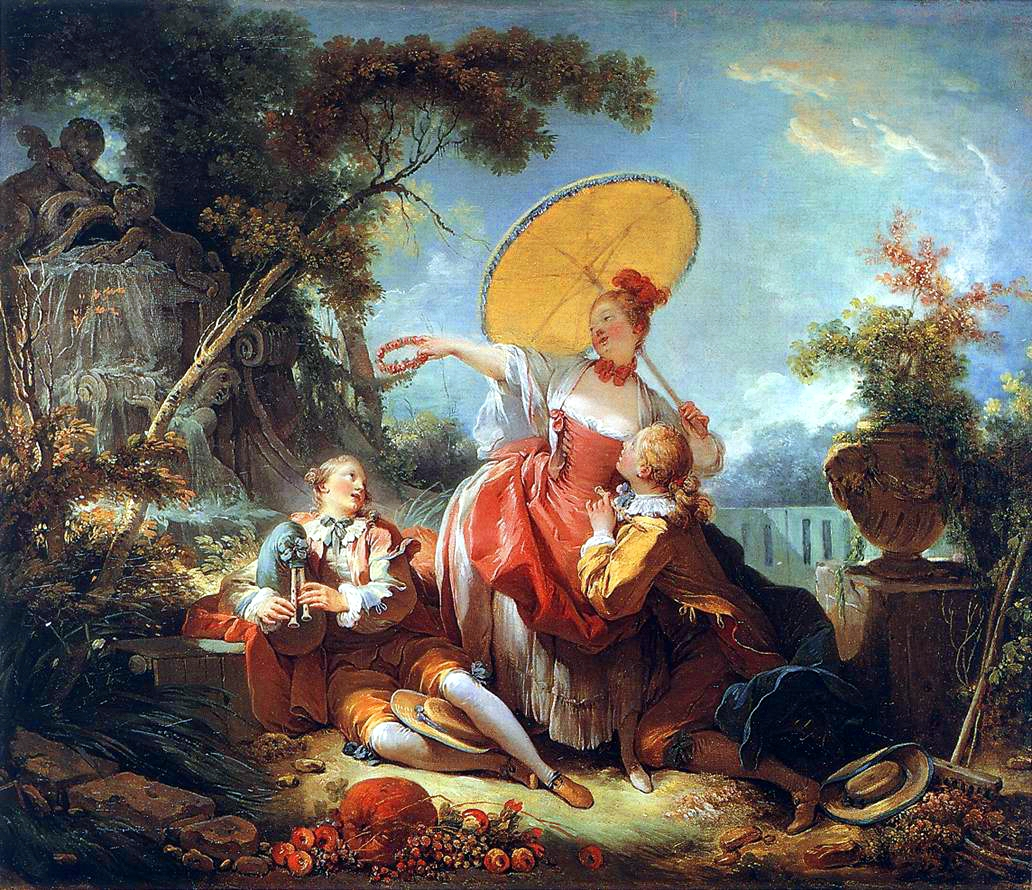
El certamen musical, 1754–55, Colección Wallace, Londres
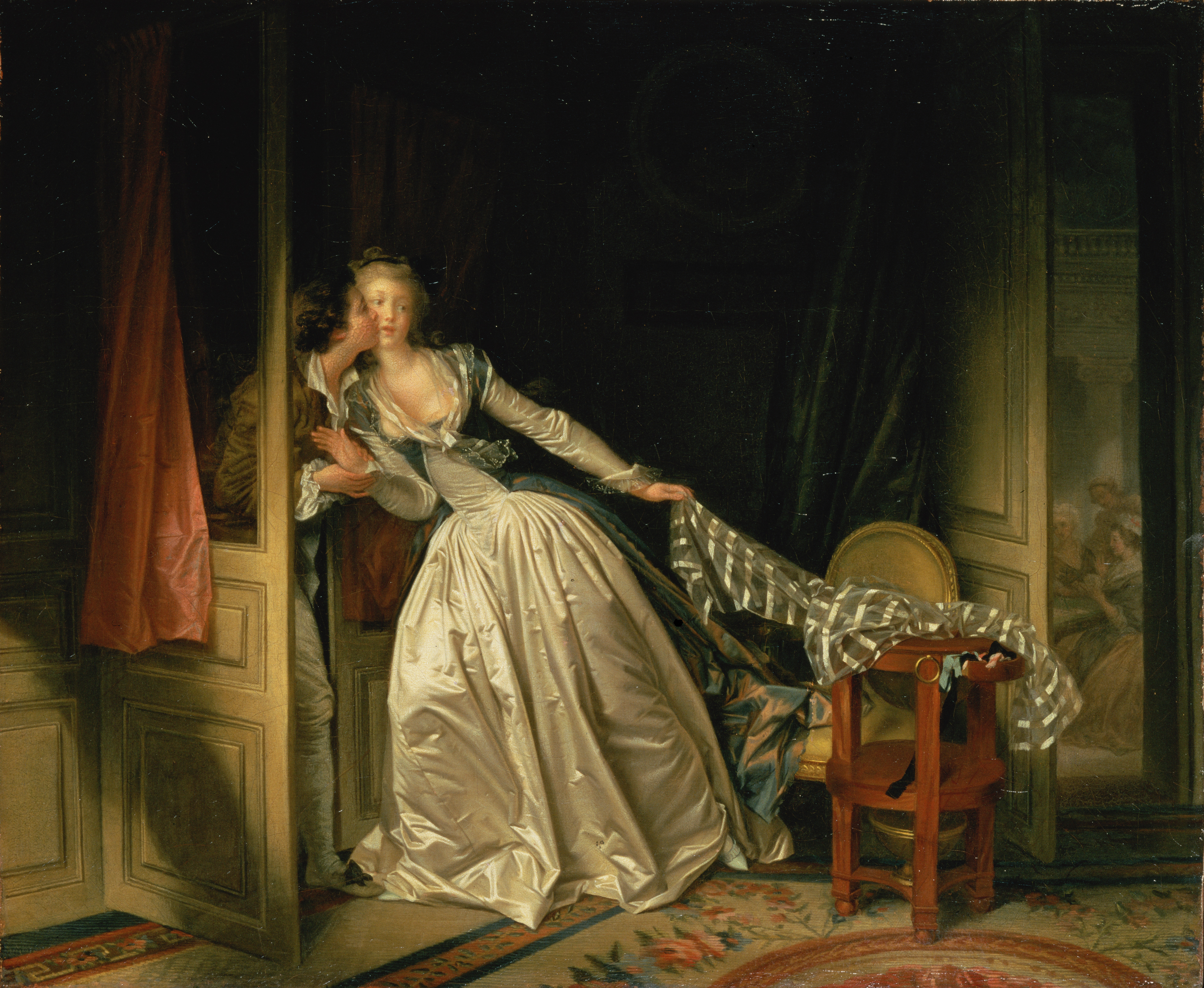
El beso robado, finales de 1780, Museo del Hermitage, San Petersburgo
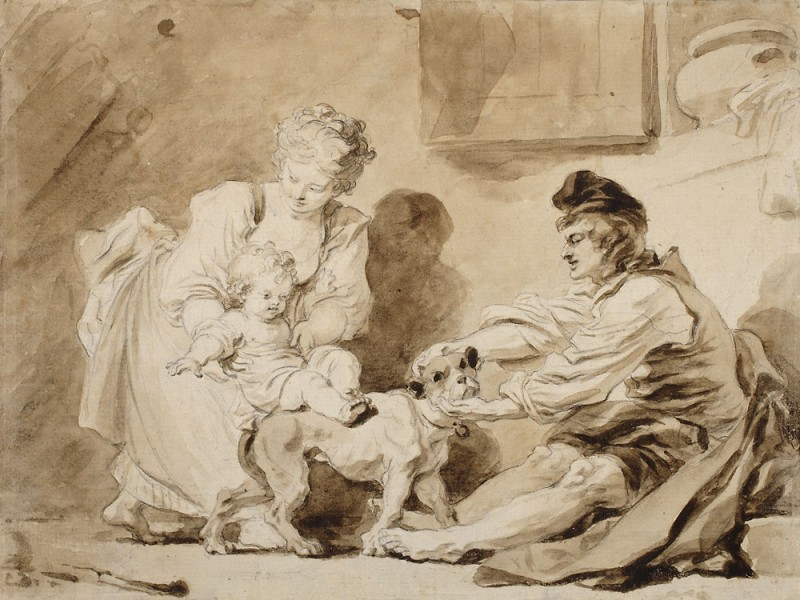
Primera lección de equitación, c. 1778, Museo Nacional de Varsovia
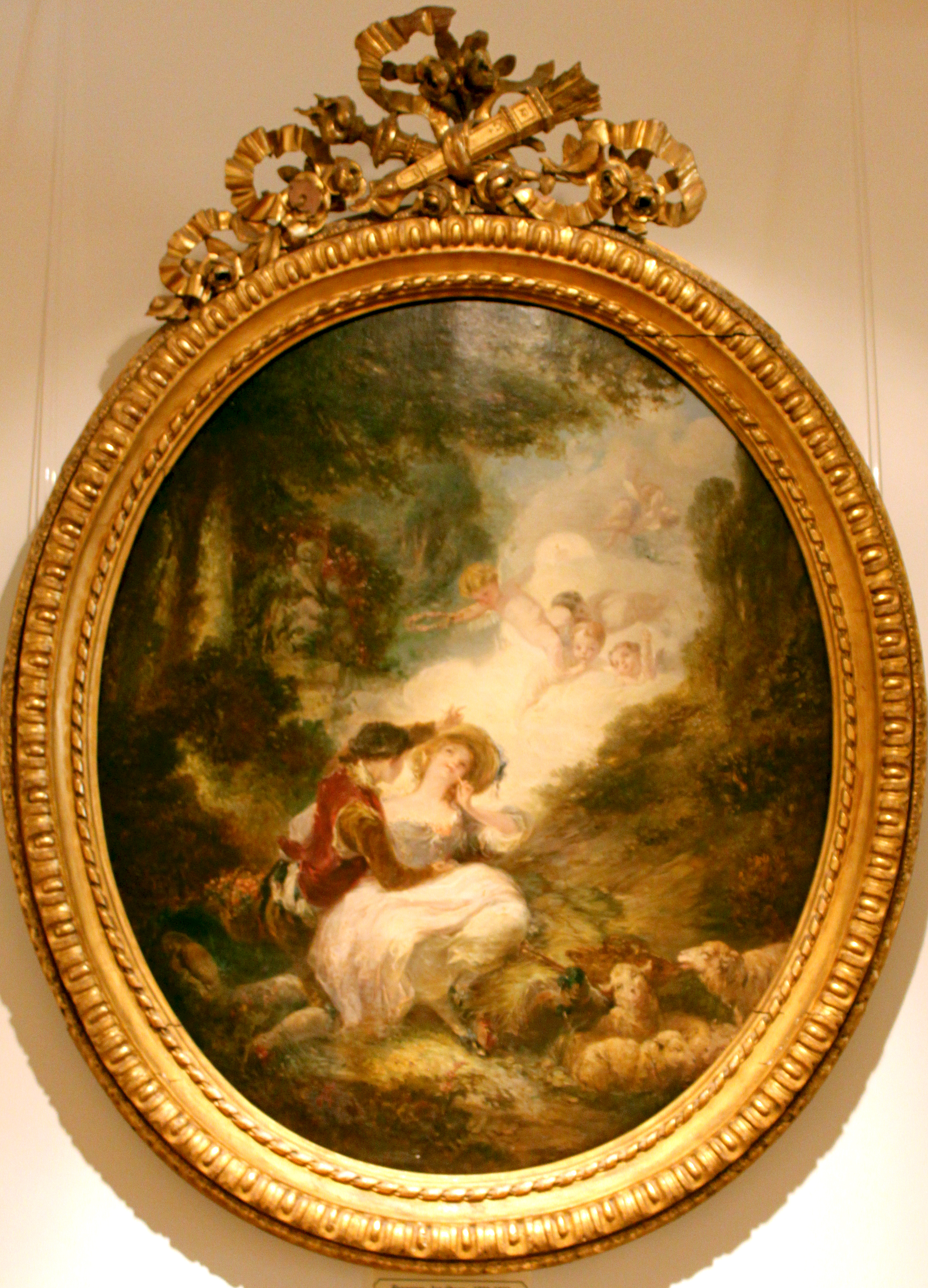